# المدونة القرآنية العربية
المدونة القرآنية العربية (بالإنجليزية: Quranic Arabic Corpus)‏ موقع ويب، يشرح ألفاظ القرآن للناطقين بالإنجليزية، يتكون من 77430 كلمة من اللغة العربية القرآنية. يهدف المشروع إلى توفير تعليقات صرفية ونحوية للباحثين الذين يرغبون في دراسة لغة القرآن.

## الأهمية
تساعد التحليل النحوي القرّاء في كشف المعاني المقصودة بشكل مفصل لكل آية وجملة. يتم وضع علامة على كل كلمة من القرآن بجزء من الكلام وكذلك عدة ميزات مورفولوجية. على عكس المجاميع العربية المشروحة الأخرى ، يتبنى إطار القواعد المستخدم من قبل مجموعة القرآن التقليدية العربية لـلإعراب. يقود مشروع البحث كايس دوكس في جامعة ليدز ، وهو جزء من مجموعة بحث حوسبة اللغة العربية داخل مدرسة الحوسبة، تحت إشراف إريك أتويل.
تشمل المجموعة المشروحة:
- مجموعة قرآنية عربية معلمة بجزء من الكلام تم التحقق منها يدويًا.
- شجرة نحوية مشروحة للغة العربية القرآنية.
- تصور جديد للقواعد العربية التقليدية من خلال الرسوم البيانية التابعة.
- البحث المورفولوجي عن القرآن.
- قاموس مورفولوجي قابل للقراءة بالآلة لكلمات القرآن باللغة الإنجليزية.
- تناظر جزء من الكلام للغة العربية القرآنية المنظمة حسب المصطلح.
- لوحة رسائل عبر الإنترنت لتعليقات المتطوعين في المجتمع.
- تعيين تعليق المجموعة على جزء من الكلام والميزات المورفولوجية لكل كلمة.

1. على سبيل المثال ، ينطوي التعليق على تحديد ما إذا كانت كلمة اسمًا أو فعلاً ، وإذا كانت مصروفة للذكور أو الإناث. تضمن المرحلة الأولى من المشروع وضع علامات تلقائية لجزء من الكلام عن طريق تطبيق تقنية حوسبة اللغة العربية على النص.[5] تمت مراجعة التعليق لكل من 77430 كلمة في القرآن في مراحل من قبل مدققين اثنين ، ولا تزال التحسينات مستمرة لتحسين الدقة.[5]

تشمل الأبحاث اللغوية للقرآن التي تستخدم المجموعة المشروحة تدريب علامات جزء من الكلام للغة العربية باستخدام نظرية ماركوف المخفية Hidden Markov  ، وتصنيف الفصول القرآنية تلقائيًا، وتحليل نبري للنص.
بالإضافة إلى ذلك ، يوفر المشروع ترجمة كلمة بكلمة للقرآن بناءً على مصادر إنجليزية مقبولة ، بدلاً من إنتاج ترجمة جديدة للقرآن.

## عدد الجذور في بعض السور
عدد الجذور القرآنية كاملة 77430، ولكل سورة عدد من الجذور حيث هناك:
- 22 جذر في سورة الفاتحة.
- 732 جذر في سورة البقرة.
- 557 جذر في سورة آل عمران.
- 575 جذر في سورة النساء.
- 509 جذر في سورةالمائدة.
- 11 جذر في سورة الإخلاص.
- 12 جذر في سورة الفلق.
- 13 جذر في سورة الناس.

## روابط خارجية
- المدونة القرآنية العربية